# فريد بروكس
فريد بروكس (بالإنجليزية: Fred Brooks)‏ ولد في 13 يونيو 1937 عالم حاسوب ومهندس برمجيات أمريكي، اشتهر في مجال علم الحاسوب، فاز بجائزة تورنغ في عام 1999.

## روابط خارجية
- فريد بروكس على موقع الموسوعة البريطانية (الإنجليزية)
- فريد بروكس على موقع ميوزك برينز (الإنجليزية)
- فريد بروكس على موقع إن إن دي بي (الإنجليزية)